# Erythrina folkersii
Erythrina folkersii es una especie de planta que pertenece a la familia Fabaceae, algunos de sus nombres comunes son: Colorín este es el nombre más usado en su área de distribución, Equelite, Cosquelite, Gasparitos (Veracruz); Cochoquelite (Oaxaca); Sumpante (Oaxaca y Veracruz),  Espadín; Wakash (Tzotzil, Chiapas).

## Clasificación y descripción
Es un árbol de hasta de 16 m de alto con un diámetro de hasta de 25 cm, fuste cilíndrico, con numerosas espinas cónicas, con una punta muy aguda, pocas ramas gruesas, una copa irregular y abierta, las ramas son gruesas de color grisáceo. La corteza externa es lisa o casi lisa, pálida verde-pardusca, con espinas cónicas y grandes lenticelas a veces en líneas verticales. La corteza interna es verdusca con expansiones de parénquima de color amarillo intenso. El grosor total de la corteza de 5 a 10 mm. Las hojas son compuestas dispuestas en espiral, trifoliadas, cartáceas, anchamente ovoides a rómbicas, de 13 a 50 cm de largo incluyendo el pecíolo; foliolo terminal de 5.5 x 4.5 a 19 x 17 cm, foliolos laterales de 4.7 x 3.7 a 15 x 10 cm, anchos con márgenes enteros, ápice agudo a redondo, base obtusa a trunca; verde intenso en el haz y verde claro en el envés; el peciolo tiene de 6 a 22 cm de largo, pulvinado, a veces con escamas o espinas, con 2 glándulas, los folíolos son laterales. Los árboles de esta especie pierden sus hojas en la época seca. Las flores se encuentran en racimos densos en las axilas de hojas caídas, de 25 a 35 cm de largo, cuando jóvenes con pubescencia fina; pedúnculo de hasta 25 cm de largo; pedicelo de 3 a 5 mm de largo. Las flores zigomorfas, de 7 a 8 cm de largo, cáliz cartáceo en forma de campana de 1.6 a 2 cm de largo, color pardo rojizo, tubular o infundibuliforme, con pubescencia fina en la superficie exterior; corola roja, estandarte bien desarrollado de 6.5 a 8 cm de largo, doblado, glabro, alas y quilla muy reducida, de 8 a 20 mm de largo; presenta 10 estambres, 9 uniones en la mitad inferior en un tubo que rodea el ovario y libre cerca de la base, presenta numerosos óvulos. Florea de diciembre a marzo. Los frutos son vainas dehiscentes de 10 a 15 cm de largo y de 1.5 a 2.2 cm de ancho, de color moreno muy oscuro, fuertemente constrictas entre las semillas en forma de collar de cuentas. Contiene hasta 12 semillas rojas a veces solo 2 o 3, lisas, duras, ca. 1 cm de largo, elipsoides, ligeramente aplanadas, estas maduran de junio a septiembre.

## Distribución y ambiente
Sur de México en la vertiente del Golfo, desde Veracruz hasta Chiapas en la Selva Lacandona, la Depresión Central hasta Los Chimalapas en Oaxaca; Belice y Honduras. Forma parte de las selvas altas perennifolias y medianas, bajas subperennifolias.

## Usos
Las flores son comestibles, el árbol se usa como cerca viva. Las hojas se utilizan como forraje para ganado.